# Kepler-1229 b
Kepler-1229 b — экзопланета у звезды Kepler-1229, которая находится в созвездии Лебедя на расстоянии примерно 865 световых лет (265 парсек) от Солнца.
Находится в зоне Златовласки красного карлика. Была обнаружена в 2016 году космическим телескопом Кеплера с помощью транзитного метода.

## Характеристики

### Масса, радиус и температура
Kepler-1229 b, скорее всего, является каменистой суперземлёй, то есть её радиус и масса больше, чем у Земли, но меньше, чем у газовых гигантов Нептуна и Урана. Она имеет равновесную температуру 213 К (-60 °С; -76 °F). Точная масса Kepler-1229b неизвестна, но исходя из значения радиуса можно заключить, что она составляет около 2,7 М⊕ — в зависимости от состава.

## Обитаемость
Специалисты пришли к выводу, что экзопланета, наряду с восемью другими, находится на орбите в обитаемой зоне своей родительской звезды — области, где на поверхности планеты при правильных условиях и атмосферных свойствах может существовать жидкая вода. Kepler-1229 b имеет радиус 1,4 R⊕, так что, скорее всего, является каменистой. Её материнская звезда — красный карлик, масса которого примерно вдвое меньше массы Солнца. Такие звезды как Kepler-1229 способны жить до 50–60 миллиардов лет, что в 5–6 раз дольше, чем будет жить Солнце.
Весьма вероятно синхронное вращение планеты (приливный захват), когда планета всегда повёрнута к звезде одной стороной, а противоположная сторона окутана вечной тьмой. Тем не менее, между этими двумя интенсивными областями может существовать полоса обитаемости, называемая линией терминатора, где температуры могут быть подходящими (около 273 К (0 °С; 32 °F)) для существования жидкой воды. Кроме того, гораздо большая часть планеты может быть пригодной для обитания, если она обладает достаточно толстой атмосферой для передачи тепла стороне, обращенной от звезды.